# Старояпонский язык
Старояпо́нский язы́к (яп. 上古日本語/上代日本語 дзё:ко нихонго / дзё:дай нихонго) — самая древняя из известных форм японского языка.
О том, каким именно был старояпонский язык, до сих пор продолжаются споры, так как ключевые старояпонские тексты не позволяют составить полной картины.

## Датировка
Периодизация истории японского языка весьма противоречива, имеется несколько версий датировок и способов разделения на периоды. Зачастую на версии влияет политика: принятой верхней временно́й границей (закатом) старояпонского считается 794 год нашей эры, когда столицу из Хэйдзё перенесли в Хэйан. Но нижнюю границу чётко определить очень трудно: небольшая часть японской лексики, обычно топонимы и имена, записана в китайских текстах иероглифами по фонетическому принципу («как слышится»), например, в главе «Троецарствия» «Вэй чжи» (魏志, Записи Вэй, 3 век нашей эры). Также периодически археологами извлекаются деревянные таблички с надписями. Тем не менее обычно границу устанавливают на 712 год нашей эры по практическим соображениям: в 712 году закончен Кодзики, древнейший письменный памятник достаточной длины. 712 год — это начало периода Нара (710—794). Более формальная методология часто датирует старояпонский нечётко: «по 794 год», не указывая начала. Источники кроме «Кодзики» — это Фудоки (720 год), Нихон сёки (720 год), Манъёсю (около 759 года).

## Письменность
Японские слова впервые стали записывать с помощью китайских иероглифов уже во второй половине пятого века нашей эры (Инарияма Кофун, часть периода Кофун). Тем не менее самые ранние японские тексты написаны на вэньяне, хотя их можно читать по-японски с помощью камбуна. Некоторые из этих китаеязычных текстов обнаруживают влияние японской грамматики, например, иногда сказуемое ставится после прямого дополнения, как в японском, а не перед ним (как в вэньяне). В подобных текстах японские частицы могут записываться китайскими иероглифами фонетически.
Со временем фонетическое использование кандзи набирало всё бо́льшую популярность, в конце концов породив манъёгану. В Кодзики манъёганой уже записывали личные имена и топонимы, а в тексте Манъёсю она занимает значительное место.
С другой стороны, китайские иероглифы начинают использовать семантически, для обозначения японских слов, связанных с китайскими по смыслу, а не по звучанию. Например, знаком кит. 谷, пиньинь gǔ, палл. гу, буквально: «долина» начали записывать японское слово тани (яп. たに, «долина»). Позже с помощью китайских иероглифов стали записываться как слова с примерно похожим звучанием, так и слова с похожим значением. Например, с помощью 谷 записывали слово дани (яп. だに, «как минимум», «во всяком случае»).
Пример из Манъёсю:
夢尓谷 不見在之物乎
юмэ ни дани/ мидзу ариси моно о
«То, чего не увидеть даже во сне».
- Юмэ (яп. , мечта, сон) записана иероглифом 夢 (по-китайски читается мэн) по смыслу, частицы ни, си и о записаны соответственно иероглифами 尓, 之 и 乎 фонетически, слово дани — иероглифом 谷 (семантически, через слово тани, имеющее тот же смысл, который был у иероглифа в китайском).
- Отрицание мидзу (ми — смотреть; дзу — отрицательная частица) записано 不見 (кит. 不 не + 見 смотреть).
- Более изощрённые примеры семантической записи — запись 9 × 9 (яп. くく куку) с помощью иероглифов 八十一 («81»),  (яп. しし сиси, 4 × 4, а также 獣 — зверь) с помощью иероглифов 十六 («16»).

### Ограничения, накладываемые письменностью
Использование кандзи для письма наложило некоторые ограничения.
- Только один плавный согласный: /l/.
- Ограничения в записи закрытых слогов.

Среднекитайский язык позволял слогу заканчиваться звуками /p/, /t/, /k/, /m/, /n/ и /ŋ/. Древнекитайский язык обладал бо́льшим количеством закрытых слогов (некоторые реконструкции, например авторства Ли Фангуя и Акиясу Тодо, совершенно исключают открытые слоги).
Старояпонский, судя по всему, обладал закрытыми слогами: имеются свидетельства попыток их записи. Например, со2 и чередующийся с ним слог са, бывший связующей частицей (係助詞), записываются 曽 (*/tsǝŋ/) и 左 (*/tsar/), что предполагает наличие в конце слога согласного звука. (С этимологической точки зрения они считаются указательными местоимениями, как со2рэ и сару).
Другой пример, указывающий на возможность существования закрытых слогов — слово 原 (в значении «равнина, поле») на литературном языке читается «хара» (под воздействием рэндаку — «бара» или «вара»), но на юго-востоке страны слово читается «пару». Слова вроде «хараппа» считаются следствием удвоения: пар(ар)пар, таким образом, можно предположить, что в протояпонском могло существовать сочетание фонем */par/ или */pal/.
Китайцы, говорившие на древнекитайском, слышали и записывали протояпонский. Имя одной из властительниц древней Японии они записали на слух иероглифами 卑弥呼 */pieg miěr hag/.
Слово кана (仮名) произошло от кари-на (заимствованное имя/заимствованный знак) → карна → канна → кана.
Кодзики различает шаншэн (яп. 上声 дзё:сё:, дзё:сэй, нисходяще-восходящий тон в китайском языке) и цюйшэн (яп. 去声 кёсё:, кёсэй, падающий тон). Это видно по тому, как японцы записывали долгие и краткие гласные, а также по высоте гласных (мелодическому ударению).

## Фонетика
При реконструкции фонетики старояпонского языка исследователи опирались на данные сравнительной лингвистики: анализ синхронных текстов на среднекитайском языке, исследования фонетических изменений, происходивших в японском, сравнительный анализ рюкюских языков. Хотя бо́льшая часть японских древних текстов создана на языке придворных в Асуке и Наре, в центральной Японии, создатели Манъёсю использовали южные и восточные диалекты.
Старояпонский значительно отличался от более поздних стадий развития языка. Анализ манъёганы и дзёдай токусю канадзукай позволил реконструировать фонетику.
Транскрипции старояпонского имеются в Кодзики, Нихон сёки, Манъёсю. Однако, если в Кодзики различаются слоги /мо1/ и /мо2/, то в двух последних трактатах — нет. Кодзики составлялась раньше Нихон сёки и Манъёсю, поэтому в ней отражено произношение, которое позднее устарело.
Другие отличия старояпонского от современного языка:
- отсутствие дифтонгов и долгих гласных;
- началом слова не может быть /r/ или звонкий взрыв;
- возможно — отсутствие закрытых слогов (спорно).

Некоторые исследователи считают, что старояпонский может быть родственным неким исчезнувшим языкам с корейского полуострова, в частности, когурёским, но генетические связи японского с какими-либо из существующих языков, кроме рюкюских, остаются гипотетическими. См. также Японо-рюкюские языки#Классификация.

### Слоги
Старояпонский имел около 88 слогов.
Сокуон (яп. 促音, удвоение согласных), показанный здесь знаком /Q/, и хацуон (яп. 撥音, конечнослоговый «н», образующий отдельную мору) не существовали или не записывались. Тем не менее, в 奈能利曽-奈能僧 (762 год нашей эры) читалось нано2ссо2, 意芝沙加-於佐箇 (720 нашей эры) и бокун (傍訓) オムサカ в середине Хэйана предполагал чтение о2ссака или о2нсака.
Ни сокуон ни хацуон ещё не создавали новых мор.
| a  | i   | i   | u  | e   | e   | o   | o   |
| ka | ki1 | ki2 | ku | ke1 | ke2 | ko1 | ko2 |
| ga | gi1 | gi2 | gu | ge1 | ge2 | go1 | go2 |
| sa | si  | si  | su | se  | se  | so1 | so2 |
| za | zi  | zi  | zu | ze  | ze  | zo1 | zo2 |
| ta | ti  | ti  | tu | te  | te  | to1 | to2 |
| da | di  | di  | du | de  | de  | do1 | do2 |
| na | ni  | ni  | nu | ne  | ne  | no1 | no2 |
| pa | pi1 | pi2 | pu | pe1 | pe2 | po  | po  |
| ba | bi1 | bi2 | bu | be1 | be2 | bo  | bo  |
| ma | mi1 | mi2 | mu | me1 | me2 | mo1 | mo2 |
| ya |     |     | yu | ye  | ye  | yo1 | yo2 |
| ra | ri  | ri  | ru | re  | re  | ro1 | ro2 |
| wa | wi  | wi  |    | we  | we  | wo  | wo  |

Вскоре после создания Кодзики различия между мо1 и мо2 нивелировались, слогов стало 87.
Существует несколько гипотез для объяснения дублей слогов:
- система гласных с восемью гласными звуками;
- система гласных с шестью гласными звуками;
- палатализация начального согласного.

### Транскрипции
Системы транскрипции не отражают всех гипотез о фонетике старояпонского, а подстрочные знаки могут относиться как к гласному, так и к согласному звуку.
Существует несколько систем транскрипции. Одна помещает диерезис над гласным: ï, ë, ö (i2, e2, o2). Эта система имеет следующие недостатки:
- она даёт основания предполагать определённое произношение гласных;
- она не позволяет указать неявное отличие в произношении между гласными типов 1 и 2: /то/ в /тору/ и в /кадитори/.

Другая система предполагает использование подстрочных знаков.
Доминирующая теория состоит в том, что i1, i2, e1, e2 и o1, o2 представляют собой палатализованные и веляризованные версии i, e, o, и что поэтому кириллическая транскрипция этих гласных должна быть соответственно и, ы, е, э, о, и ё (o2 было очень распространено, реконструирован [ɵ]). Считалось, что центральные гласные a, u ([ɯ] как в современном японском) не имеют этих отдельных цветов.

### Гласные

#### Чередование гласных
- /а/ ↔ /о2/ (не алломорфное)
- /и1/ ↔ /у/

Существовал аффикс «священный» (яп. 斎 'и- или ю-'). Предполагается, что он читался /*yi/.

### Согласные
В старояпонском, согласно реконструкциям, существовали следующие согласные звуки:
|                                  | Губные | Корональные | Корональные | Корональные | Палатальные | Задненёбные |
| -------------------------------- | ------ | ----------- | ----------- | ----------- | ----------- | ----------- |
| Глухие шумные                    | *p     | *t          | (*t͡s)       | *s          |             | *k          |
| Преназализованные звонкие шумные | *ᵐb    | *ⁿd         |             | *ⁿz         |             | *ᵑɡ         |
| Носовые                          | *m     |             | *n          |             |             |             |
| Аппроксиманты/одноударные        | *w     |             | *r          |             | *j          |             |

#### Шумные согласные
Глухие шумные согласные /p, t, s, k/ соотносились со звонкими преназализованными звуками. Преназализация сохранилась до средневекового японского, а в северных диалектах сохраняется по сей день.

#### Глухие губные шумные
Звук /h/ современного японского языка в старояпонском реализовывался как [p]. Этот вывод был сделан лингвистами на основе следующего анализа.
- Современный звук /h/ не соотносится со своей звонкой парой при присвоении дакутэна:

か (яп.  ка) + ゛ = が (яп.  га),
た (яп.  та) + ゛ = だ (яп.  да),
さ (яп.  са) + ゛ = ざ (яп.  дза),
は (яп.  ха) + ゛ = ば (яп.  ба)
Глухая пара к звуку /b/ — /p/.
- Сравнение с рюкюскими языками показывает звук [p] в тех словах, где литературный японский имеет [h]. До того, как японский отделился от рюкюских, эти звуки должны были произноситься одинаково.
- Современный звук /h/ превращается в [ɸ], если за ним стоит /u/: ряд каны «х» (яп. は ひ ふ へ ほ ха, хи, фу, хэ, хо). Португальские миссионеры были в Японии уже в начале XVII века, они записывали весь этот ряд каны через f: «fa, fi, fu, fe, fo». Корейцы, посещавщие Японию в то же время, предположили, что в начале этих слогов стоял глухой губно-губной фрикативный согласный, то есть [ɸ].
- В 842 монах Эннин писал в Дзайтоки, что санскритский звук /p/ более губной, чем японский. Это служит свидетельством того, что к IX веку звук уже произносился ближе к [ɸ], чем к [p].

Считается, что между IX и XVII веками звук произносился как [ɸ]. Диалектологические данные утверждают, что он должен был когда-то реализовываться как [p].

#### Глухие корональные шумные
- синхронные аллофоны
  - /s/ = [s, ʃ, t͡ʃ, t͡s, c] на западе
  - /t/ как /ts/ = [t, t͡s, c] на востоке
- диахронные аллофоны
  - /s/ = [t͡s] > [t͡ʃ] > [ʃ] > [s]

#### Аппроксимантыиодноударные согласные
- диахронные алломорфы
  - /ju/ > /ru/
- синхронные алломорфы
  - /wo/ = /pa/

### Фонетические разрешения
В 1934 году Хидэё Арисака (яп. 有坂秀世 арисака хидэё) и Тэйдзо Икэгами (яп. 池上禎造 икэгами тэйдзо:) независимо друг от друга предложили по набору фонетических разрешений для отдельной старояпонской морфемы. Они известны под названием «законов Арисаки-Икэгами».
- В корне слова: -o1 и -o2 не встречаются вместе.
- В двусложных словах: -u и -o2 обычно не встречаются вместе.
- Существует тенденция: -a и -o1 вместе встречаются чаще, а -a и -o2 — реже.

Правила предполагают разделение гласных на две группы: /-a, -u, -o1/ и /o2/. Гласные из разных групп не смешиваются в одном слове; -i1 и -i2 могут встречаться с гласными из любой группы. Это может быть свидетельством наличия в старояпонском гармонии гласных, как в алтайских языках.

## Структура слога
В старояпонском были позволены только слоги CV (согласный-гласный). Слог, начинающийся с гласного, может находиться только в начале слова. Звук /r/ не встречался в начале исконных (не заимствованных) слов. Слог не мог начинаться со звонких взрывных согласных.
Во избежание стечения гласных происходит их элизия:
- второй гласный теряется: /hanare/ + /iso1/ → /hanareso1/;
- первый гласный теряется: /ara/ + /umi1/ → /arumi1/
- два долгих гласных сливаются в один: i1 + a → e1, a + i1 → e2, o2 + i1 → i2, u + i1 → i2 и, возможно, a + u → o1, u + a → o1;
- между гласными помещается /s/: /haru/ + /ame2/→/harusame2/ (возможно, /ame2/ когда-то звучало как */same2/).

## Грамматика
Старояпонский был более синтетическим, чем современный японский. Он сочетал агглютинацию и инкорпорацию, как и айнский язык. К примеру, na…mo2 или na…so2 могли охватывать длинную фразу:
- na omopitokimipaipedo mo2
- pito na itakuwabisasemawirasetamapi so2

Пара e…zu дожила до современности в западных диалектах в виде ё:…(сэ)н.
С точки зрения типологии, старояпонский близок к айнскому и тамильскому в порядке слов и некоторых фонетических аспектах.
Старояпонскому был характерен порядок слов типа «OSV», субъект мог опускаться. Множественное число образовывалось суффиксально. Грамматический род отсутствовал. Пол в раннем старояпонском мог быть обозначен частицами -mi (женский) и -ki (мужской), позже эти частицы перешли в me1 (женский) и -ko2, wo- (мужской): при обозначении людей они выступали суффиксами, животных и растений — приставками.

### Числительные
Ноль обозначался прилагательным «наси» (яп. なし, отсутствующий). Числительные для счёта от 1 до 10 образовывались чередованием гласных:
| 1 pito2 | 3 mi1 (*mi1t) | 4 yo2 (*yo2t) | 5 itu (*ta) |
| 2 puta  | 6 mu (*mut)   | 8 ya (*yat)   | 10 to2wo2   |

Нечётная цифра 7 — nana, 9 — ko2ko2-no2.
- 20 имело особое название pata,
- 30 — mi-so2,
- 40 — yo2-so2,
- 50 — i1-so2 или i1(*i1s),
- 60 — mu-so2(-di),
- 70 — nana-so2(-di),
- 80 — ya-so2(-di),
- 90 — ko2ko2-no2-so2-di,
- 100 — mo2mo2.

У 99 было особое название: tuku-mo2.
- 800 — ya-po2 (< *yat-mo2),
- 1 000 — ti1,
- 10 000 is yo2ro2du[5].

82 читалось ya-so2 amari puta.
Священными цифрами были  4 и 8 (ср. с 6 у айну).

### Местоимения
| 1 лицо         | 1 лицо                     | wa, a, ware, are |
| 2 лицо         | нейтрально                 | na, nare |
| 2 лицо         | возлюбленный               | mo, i-mo, i-mo-ko2; se, se-ko2 |
| 2 лицо         | нижестоящий к вышестоящему | masi, mi-masi, i-masi |
| 2 лицо         | вышестоящий к нижестоящему | o2re |
| 3 лицо         | близкое                    | ko2, ko2re, ko2-ko2, ko2-ti |
| 3 лицо         | на среднем расстоянии      | so2, sa, si, so2-ko2 |
| 3 лицо         | далёкое                    | ka, kare |
| вопросительные | одушевлённые               | ta, tare (кто?) |
| вопросительные | нейтральные                | na, na-ni (что?), ika, ika-ni (как?), ika-na (как?), iku-da (сколько?)                                                                          |
| вопросительные | неодушевлённые             | idu, idure (который?), idu-ti (куда?), idu-tsi (куда?), idu-ku (возле чего?), idu-pe1(возле чего?), idu-ku-pe1 (когда?), idura (где?! восклиц.) |

### Глаголы
В старояпонском имелись шесть спряжений глаголов: по четверному ряду (яп. 四段活用 ёдан кацуё:), верхнему моноряду (яп. 上一段活用 камиитидан кацуё:), верхнему двойному ряду (яп. 上二段活用 каминидан кацуё:), нижнему двойному ряду (яп. 下二段活用 симонидан кацуё:), исключений на «ка» (яп. カぎょうへんかく ка гё:хэнкаку кацуё:), исключений на «са» (яп. サ行変格活用 са гё:хэнкаку кацуё:), исключений на «на» (яп. ナ行変格活用 на гё:хэнкаку кацуё:), исключений на «ра» (яп. ラ行変格活用 ра гё:хэнкаку кацуё:). Нижний моноряд (яп. 下一段活用 симоитидан кацуё:) пока не существует.

#### Спряжение
| Класс глагола                       | Ирреалис 未然形 | Соединительная форма 連用形 | Заключительная форма 終止形 | Определительная форма 連体形 | Реалис 已然形 | Императив 命令形 |
| ----------------------------------- | --------------- | --------------------------- | --------------------------- | ---------------------------- | ------------- | ---------------- |
| Четверной ряд (四段)                | -a              | -i1                         | -u                          | -u                           | -e2           | -e1              |
| Верхний моноряд (上一段)            | -               | -                           | -ru                         | -ru                          | -re           | -(yo2)           |
| Верхний двойной ряд (上二段)        | -i2             | -i2                         | -u                          | -uru                         | -ure          | -i2(yo2)         |
| Нижний двойной ряд (下二段)         | -e2             | -e2                         | -u                          | -uru                         | -ure          | -e2(yo2)         |
| Неправильные формы ряда «ка» (カ変) | -o2             | -i1                         | -u                          | -uru                         | -ure          | -o2              |
| Неправильные формы ряда «са» (サ変) | -e              | -i                          | -u                          | -uru                         | -ure          | -e(yo2)          |
| Неправильные формы ряда «на» (ナ変) | -a              | -i                          | -u                          | -uru                         | -ure          | -e               |
| Неправильные формы ряда «ра» (ラ変) | -a              | -i                          | -i                          | -u                           | -e            | -e               |

#### Окончание глагола
Глаголы, в которых основа кончается на согласный, называются конечно-консонантными (consonant-stem). Они располагаются в четверном ряду, а также в рядах с исключениями из рядов «ра» и «на». Неправильных глаголов ряда «на» всего три, и все они произошли от объединения исходных глаголов с отрицательной частицей «ну».
Глаголы, в которых основа кончается на гласный, называются конечно-гласными (vowel-stem). Верхний моноряд состоит их односложных окончаний таких глаголов, завершающихся звуком -и.
Верхний двойной ряд содержит многосложные корни, кончающиеся на «и», а нижний двойной ряд — многосложные корни, кончающиеся на «э». Конечная гласная опускалась в определительной, аттрибутивной формах и в реалисе.
Исключения на «ка» и на «са» включают в себя глаголы, чьи окончания состоят из единственного согласного. Они ведут себя аналогично конечно-консонантным глаголам, но исторически представляли собой конечно-гласные глаголы, у которых конечный гласный мутировал или исчез.

#### Неправильные глаголы
Имеются несколько глаголов с нерегулярным спряжением:
- k- «приходить»;
- s- «делать»;
- i-n- «умирать, скончаться, уходить», sin- (< * (яп. 死 си)+(i)n-) «умирать»;
- ar- «существовать, быть», wor- «быть, существовать».

Класс спряжений для каждого глагола назван по ряду конечного согласного.

### Прилагательные
Существовало два типа прилагательных: простые и непредикативные.
Простые прилагательные классифицировались по окончанию: те, что в соединительной форме (連用形) кончались на -ку и те, что кончались на -сику. Следует обратить внимание, что «си» в таких прилагательных является частью окончания, а не корня.
- -ku is objective
- -siku is subjective

Выделяют два типа спряжения:
| Класс прилагательного | Ирреалис 未然形 | Соединительная форма 連用形 | Заключительная форма 終止形 | Определительная форма 連体形 | Реалис 已然形   | Императив 命令形 |
| --------------------- | --------------- | --------------------------- | --------------------------- | ---------------------------- | --------------- | ---------------- |
| -ku                   | -ke1            | -ku                         | -si                         | -ki1                         | -ke1 -ke1re     |                  |
| -ku                   | -kara           | -kari                       | -si                         | -karu                        | -kare           | -kare            |
| -siku                 | -sike1          | -siku                       | -si                         | -siki1                       | -sike1 -sike1re |                  |
| -siku                 | -sikara         | -sikari                     | -si                         | -sikaru                      | -sikare         | -sikare          |

Формы на -kar- и -sikar- образованы от глагола ar- (яп. , быть, существовать). Соединительная форма (-ku или -siku) соединяется с суффиксом «ar-». Форма образовалась от склонения глагола ar- как неправильной формы ряда «ра». Так как старояпонский избегал стечения гласных, получившееся -ua- превратилось в -a-.
У непредикативных прилагательных имеется одно склонение:
|                                | Ирреалис 未然形 | Соединительная форма 連用形 | Заключительная форма 終止形 | Определительная форма 連体形 | Реалис 已然形 | Императив 命令形 |
| ------------------------------ | --------------- | --------------------------- | --------------------------- | ---------------------------- | ------------- | ---------------- |
| Непредикативное прилагательное | -nara           | -nari                       | -nari                       | -naru                        | -nare         | -nare            |

Не следует путать это склонение с глаголом naru (становиться, превращаться). Naru присоединяет не частицу tu(*ntu), а nu(*nnu). Вышеприведённая форма -nari присоединяет tu, аналогично глаголу-исключению ari. Это означает, что -nari образовалось от -n-ari.

## Диалекты
14-я и 20-я главы Манъёсю написаны на восточном диалекте. Повелительное наклонение глаголов там образовывалось суффиксом -ro вместо -yo; соединительная форма в четверном ряду и ряду исключений на «ра» — -o вместо -u; отрицательное наклонение глаголов — -napu вместо -zu; соединительная форма прилагательных — -ke вместо -ki.

### Рюкюские языки
Японский отделился от рюкюских языков около VII столетия, незадолго до появления первых письменных документов. Приведённая таблица иллюстрирует отличия лексики старояпонского от современного окинавского языка.
|        | Старояпонский | Современный окинавский |
| ------ | ------------- | ---------------------- |
| Север  | кита          | ниси                   |
| Запад  | ниси          | ири                    |
| Юг     | (ми)нами      | (ми)нами               |
| Восток | пимукаси      | агари                  |

Ниси происходит от словосочетания «то, откуда мы пришли»: прошедшее время + где ((и)ну+си). Агари означает «восход», а ири — «закат». Пимукаси означает пи1 (солнце) + муку (смотреть вперёд) + си [→ фимгаси → хигаси].

## Протояпонский

### Четыре гласных
Приведённые ниже фонетические изменения (обычно — монофтонгизация) произошли в протояпонском:
- *и1а > /э1/
- *аи1 > /э2/
- *уи1 > /и2/
- *о2и1 > /и2/
- *ау > /о1/
- *уа > /о1/

Система гласных протояпонского реконструируется в /*а, *и, *у, *о2/.

### Гипотеза Co1= Cwo
Теоретически, возможно, что существовали слоги *по1, *по2 и *бо1, бо2. Разница между /мо1/ и /мо2/ отмечена только в Кодзики, а позже исчезла.